# Bergen filharmoniske orkester
Bergen filharmoniske orkester (BFO) er et symfoniorkester i Bergen. Orkesteret, som tidligere hed Musikselskabet Harmoniens orkester, kan føre sin historie tilbage til 1765 og er det ene af Norges to nationalorkestre. BFO er også et af verdens ældste orkestre.
Orkesteret holder de fleste af sine koncerter i Grieghallen i Bergen, men turnerer også i og udenfor Norge. Orkesteret vandt Spellemannprisen 1991 i klassen orkester-og kormusik for albummet Grieg: Piano Konsert/Liszt: Piano Konsert Nr.2 med Leif Ove Andsnes som solist, Spellemannprisen 2007 i klassen klassisk musik for albummet Prokofiev: Romeo & Juliet og Gammleng-prisen 2015 i klassen kunstmusik.
Edvard Grieg var kunstnerisk leder i årene 1880 til 1882.

## Kunstneriske ledere
- 1820–1827: Mathias Lundholm
- 1827–ukendt: Ferdinand Giovanni Schediwy
- 1855–1856: Otto Lübert
- 1856–1859: Ferdinand A. Rojahn
- 1859–1862: August Fries
- 1862–ukendt: Amadeus Wolfgang Maczewsky
- 1873–ukendt: Richard Henneberg
- 1879–1880: Herman Levy
- 1880–1882: Edvard Grieg
- 1882-1886: Iver Holter[1]
- 1893–1899: Johan Halvorsen
- 1899–1907: Christian Danning
- 1908–1948: Harald Heide
- 1948–1952: Olav Kielland
- 1952-1958: Carl von Garaguly
- 1958-1961: Arvid Fladmoe
- 1964–1985: Karsten Andersen
- 1985–1990: Aldo Ceccato
- 1990–1998: Dmitrij Kitajenko
- 1999–2002: Simone Young
- 2003–2015: Andrew Litton
- 2015–i dag: Edward Gardner